# Pierluigi Gollini
Pierluigi Gollini (Bologna, 18 de março de 1995) é um futebolista italiano que atua como goleiro. Atualmente joga na Roma.

## Características
Gollini é um goleiro com excelente agilidade e reflexos. Ele se destaca pelo posicionamento e pela leitura do adversário.

## Carreira

### Categorias de base
Ele começou nas divisões de base do SPAL, logo atraindo a atenção dos principais clubes italianos. Em 2010, Pantaleo Corvino leva-o para a Fiorentina. Em março de 2012, ele se transferiu para o Manchester United.

### Hellas Verona
Depois de ser dispensado do Manchester United, em 2 de julho de 2014, ele foi contratado pelo Verona. Tido inicialmente como terceiro goleiro, ele estreou na Serie A em 24 de setembro de 2014, aos 19 anos, devido às lesões de Rafael e Francesco Benussi. Em fevereiro de 2015, ele participou do torneio de Viareggio com a equipe sub-20. Durante o torneio, ele conseguiu manter seu gol invicto por 458 minutos, se mostrando várias vezes decisivo nos pênaltis. Com suas atuações, ele levou o Verona para a final onde perderam para a Internazionale e ele foi eleito o melhor goleiro do torneio.
Na temporada seguinte, ele começou como segundo goleiro, mas conquistou a titularidade graças à saída de Rafael. Ele jogou em 26 jogos, mas o Verona terminou a temporada como rebaixado para a Série B.

### Aston Villa
Em 8 de julho de 2016, ele assinou um contrato de quatro anos com o Aston Villa. Sua estreia oficial aconteceu no dia 7 de agosto de 2016, na 1ª partida do campeonato contra o Sheffield Wednesday. Ele foi titular e jogou 20 jogos na liga até o meio da temporada.

### Atalanta
Em 14 de janeiro de 2017, ele se transferiu para a Atalanta por empréstimo de 18 meses. Em Bérgamo, ele inicialmente era segundo goleiro, sendo reserva de Etrit Berisha. Ele fez sua estreia no dia 19 de março de 2017, jogando como titular na vitória por 3-0 sobre o Pescara.
Na temporada seguinte, ele voltou a ocupar o cargo de segundo goleiro e jogou 7 partidas no campeonato.
Em 8 de junho de 2018, ele foi contratado pela Atalanta por € 4,5 milhões. Em 9 de agosto do mesmo ano, ele estreou em competições europeias, jogando como titular na terceira eliminatória da Liga Europa contra o Hapoel Haifa. A partir de março de 2019, ele conquistou definitivamente a titularidade e jogou em todas as partidas até o final da temporada, ajudando o clube a chegar a terceira colocação na Serie A e a consequente qualificação para a Liga dos Campeões.
Já titular definitivo, ele fez a sua estreia na Liga dos Campeões na derrota por 4-0 contra o Dínamo Zagreb. Ele terminou a temporada de 2019-20 com 41 participações em todas as competições.

### Roma
No dia 24 de janeiro de 2025, Gollini foi anunciado como novo reforço da Roma.

## Carreira Internacional

#### Seleções juvenis
Ele jogou nas Seleções Italianas Sub-18, Sub-19 e Sub-20. Ele fez sua estreia no Sub-21 em 2 de junho de 2016, jogando como titular no amistoso contra a França disputado em Veneza.

#### Seleção Principal
No dia 31 de maio de 2017, ele foi convocado pelo treinador Gian Piero Ventura para um amistoso contra San Marino.
Em junho de 2019, ele foi convocado pelo técnico Roberto Mancini para as partidas contra Grécia e Bósnia e Herzegovina, válidas pelas eliminatórias do Campeonato Europeu de 2020.

## Estatísticas

### Clubes
| Clubes                | Temporadas        | Liga              | Liga  | Liga | Copa  | Copa | Europa | Europa | Outros | Outros | Total | Total |
| Clubes                | Temporadas        | Divisão           | Jogos | Gols | Jogos | Gols | Jogos  | Gols   | Jogos  | Gols   | Jogos | Gols  |
| --------------------- | ----------------- | ----------------- | ----- | ---- | ----- | ---- | ------ | ------ | ------ | ------ | ----- | ----- |
| Hellas Verona         | 2014–15           | Serie A           | 3     | 0    | 0     | 0    | –      | –      | –      | –      | 3     | 0     |
| Hellas Verona         | 2015–16           | Serie A           | 26    | 0    | 1     | 0    | –      | –      | –      | –      | 27    | 0     |
| Hellas Verona         | Total             | Total             | 29    | 0    | 1     | 0    | –      | –      | –      | –      | 30    | 0     |
| Aston Villa           | 2016–17           | Championship      | 20    | 0    | 0     | 0    | –      | –      | –      | –      | 20    | 0     |
| Atalanta (empréstimo) | 2016–17           | Serie A           | 4     | 0    | 0     | 0    | –      | –      | –      | –      | 4     | 0     |
| Atalanta (empréstimo) | 2017–18           | Serie A           | 7     | 0    | 1     | 0    | 0      | 0      | –      | –      | 8     | 0     |
| Atalanta              | 2018–19           | Serie A           | 20    | 0    | 3     | 0    | 4      | 0      | –      | –      | 27    | 0     |
| Atalanta              | 2019–20           | Serie A           | 33    | 0    | 1     | 0    | 7      | 0      | –      | –      | 41    | 0     |
| Atalanta              | 2020–21           | Serie A           | 23    | 0    | 3     | 0    | 3      | 0      | –      | –      | 29    | 0     |
| Atalanta              | Total             | Total             | 87    | 0    | 8     | 0    | 14     | 0      | –      | –      | 109   | 0     |
| Total da carriera     | Total da carriera | Total da carriera | 136   | 0    | 9     | 0    | 14     | 0      | 0      | 0      | 169   | 0     |

### Seleção
| Itália | Itália | Itália |
| Ano    | Jogos  | Gols   |
| ------ | ------ | ------ |
| 2019   | 1      | 0      |

## Títulos
Napoli
- Serie A: 2022–23